# Stare Kurowo (gemeente)
De gemeente Stare Kurowo is een landgemeente in het Poolse woiwodschap Lubusz, in powiat Strzelecko-drezdenecki.
De zetel van de gemeente is in Stare Kurowo.
Op 30 juni 2004 telde de gemeente 4174 inwoners.

## Oppervlakte gegevens
In 2002 bedroeg de totale oppervlakte van gemeente Stare Kurowo 77,88 km², waarvan:
- agrarisch gebied: 61%
- bossen: 26%

De gemeente beslaat 6,24% van de totale oppervlakte van de powiat.

## Demografie
Stand op 30 juni 2004:
| Omschrijving                   | Totaal | Totaal | Vrouwen | Vrouwen | Mannen | Mannen |
| ------------------------------ | ------ | ------ | ------- | ------- | ------ | ------ |
| eenheid                        | aantal | %      | aantal  | %       | aantal | %      |
| inwoners                       | 4174   | 100    | 2124    | 50,9    | 2050   | 49,1   |
| bevolkingsdichtheid (inw./km²) | 53,6   | 53,6   | 27,3    | 27,3    | 26,3   | 26,3   |

In 2002 bedroeg het gemiddelde inkomen per inwoner 1388,15 zł.

## Administratieve plaatsen (sołectwo)
Błotnica, Głęboczek, Kawki, Łącznica, Łęgowo, Nowe Kurowo, Pławin, Przynotecko, Rokitno, Stare Kurowo.

## Overige plaatsen
Ciszewo, Czajki, Gromadzin, Kozikowo, Kurki, Międzybłocie, Nowa Łącznica, Smolarz, Stara Łącznica.

## Aangrenzende gemeenten
Dobiegniew, Drezdenko, Strzelce Krajeńskie, Zwierzyn